# Petr Svačić
Petr Svačić někdy také Snačić (chorvatsky Petar Svačić, † 1097) byl chorvatský šlechtic pravděpodobně z rodu Kačićů. Od roku 1093 až do své smrti byl chorvatským králem a zároveň posledním etnickým Chorvatem, který vládl ve středověkém Chorvatském království.

## Život
O jeho původu a o životě až do jeho nástupu na trůn není mnoho známo. Zřejmě pocházel z města Kamičak. Za panování krále Dimitrije Zvonimira měl pravděpodobně hodnost bána.
Na krále byl Petr Svačić korunován v roce 1093. Jeho sídlo bylo v pevnosti Knin.
Podařilo se mu vojensky porazit uherského krále Almoše, který vládl Slavonsku v letech 1091 až 1095. Nástupcem krále Ladislava I. byl Koloman, který s vojskem vytáhl proti Petru Svačićovi. Ten byl květnu 1097 zabit v bitvě u Gvozdu. Od té doby se tato oblast nazývá Petrova Hora.

## Odkaz

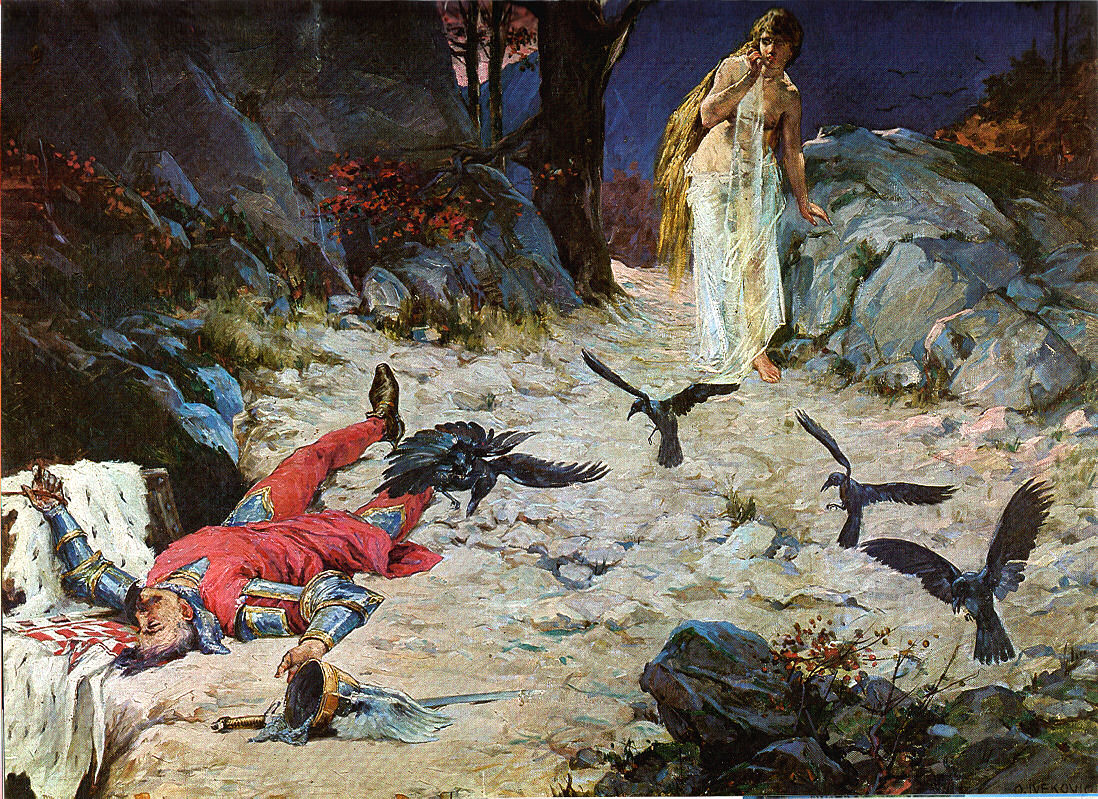
Smrt Petra Svačiće (historizující obraz Otona Ivekoviće)

Chorvatský skladatel Josip Mandić v roce 1903 zkomponoval operu „Petar Svačić“.
Rakousko-chorvatská spisovatelka Paula von Preradović, tvůrkyně rakouské hymny, napsala ve své Královské legendě v roce 1950 o Petru Svačićovi následující verše: „Kačićové jsou mocný a divoký kmen. Vládli moři a bylo těžké odolat jejich hněvu. Ale Maďaři přišli, zrádní jako větrná nevěsta. […] V lesní rokli leží tisíc mrtvých, zticha v krvi, dalších tisíc a jeden, Petr, král kmene Kačićů, Petr, poslední král Chorvatů.“